# Fan Li

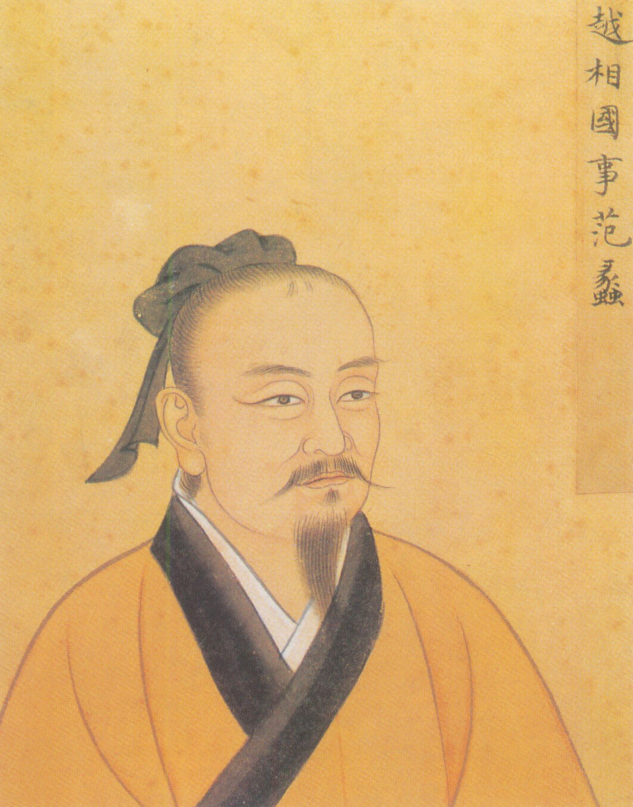
Fan Li

Fan Li (chinesisch 范蠡, Pinyin Fàn Lǐ, W.-G. Fan Li), auch Shaobo (少伯), lebte um 500 v. Chr. Er war ein Politiker und Denker aus Wan (heute Nanyang, Henan) während der Zeit der Frühlings- und Herbstannalen in der Geschichte des alten China. Er war Berater der Regierung von Yue.

## Leben
Zusammen mit seinem Herrscher, König Goujian, verbrachte er drei Jahre als Gefangener im Staat Wu, nachdem Yue den Krieg zwischen diesen Staaten verloren hatte. Nach seiner Rückkehr aus der Gefangenschaft führte Goujian Reformen durch, die es Yue ermöglichten, sich an Wu zu rächen. Nach dem Sieg änderte Fan Li seinen Namen in Tao Zhugong (chinesisch 陶朱公, Pinyin: Táo Zhūgōng) und nahm seine eigenen Geschäfte auf, in denen er Erfolge erzielte und ein reicher Mann wurde.
In der Philosophie negierte Fan Li die Idee des Mandats des Himmels. Er behauptete, dass die Natur in ihrer Bewegung und Entwicklung ein eigenes Gesetz habe, das vom Menschen befolgt werden müsse, sonst würden für den Menschen schädliche Dinge eintreten. Bei der Regierung eines Staates sollte der Herrscher auch die sich ändernden Bedingungen und Umstände nutzen.

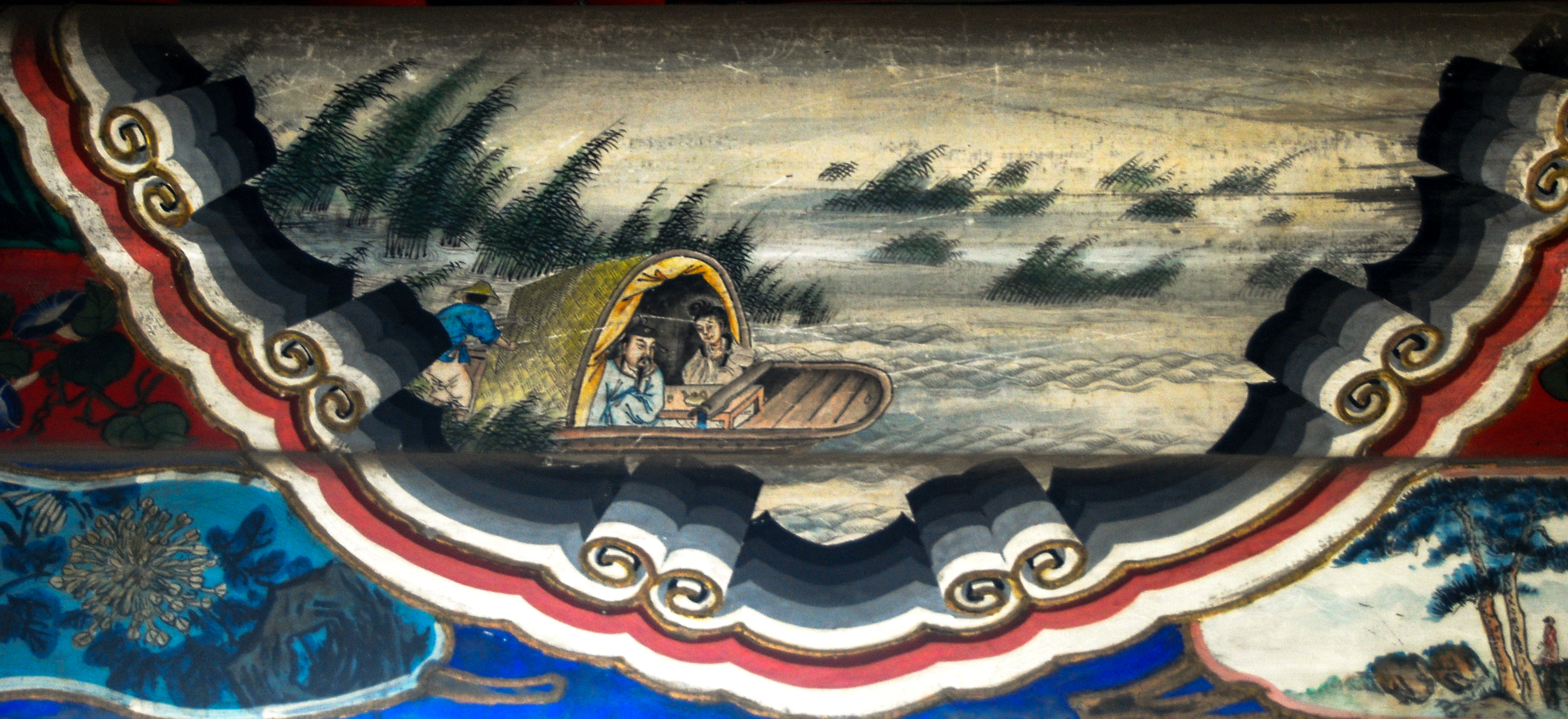
Fan Li und Xi Shi

Der Legende nach trat Fan Li nach dem Fall von Wu von seinem Ministerposten zurück und fuhr zusammen mit der legendären Schönheit Xi Shi auf einem Fischerboot hinaus in den Nebel des Sees Tai Hu, wonach niemand sie jemals wieder gesehen hatte.